# Río Rodríguez
El río Rodríguez es un curso natural de agua que nace en las laderas occidentales del cordón que separa las aguas de las del río Palena en la Región de Aysén, fluye con dirección general oeste y desemboca en el estuario Pitipalena.
(No confundir con el arroyo Rodríguez (Melado), afluente del río Melado, en la cuenca del río Maule.)

## Trayecto
La cuenca del río limita al este y al sur con la del río Palena. Tiene un afluente que desciende del norte y se conecta en su cuenca alta, dos que desaguan en un ensanchamiento del río en su cuenca media, uno por el sur y el otro por el norte, y finalmente un afluente por su lado izquierdo un último afluente.: 509 

## Caudal y régimen
Es de régimen pluvial aunque no se tiene información sobre su caudal.: 509 

## Historia
Luis Risopatrón lo describe en su Diccionario Jeográfico de Chile de 1924:
Rodriguez (Rio) 43° 51' 72° 40' Corre en la parte superior entre altas riberas cubiertas de vejetacion, recibe del N algunos torrentes de poca importancia i uno grande del S, se dirije hacia el W con aguas de color verde oscuro, ensancha su lecho hasta 400 m i se vácia en el estremo S E del estuario de Piti-Palena, donde tiene 200 m de ancho. 1, xxi, carta 69; i xxxi, carta 159; 61, i.xxxvii, p. 802; 134; i 156.

## Población, economía y ecología
Aunque es una cuenca hidrográfica independiente, el item 110 del inventario nacional de cuencas la incluye junto a la cuenca del río Palena.
La desembocadura del río Rodríguez ha sido declarada Área Marina Costera Protegida de Múltiples Usos.